# Stévioside
Le stévioside est un composé chimique à la saveur sucrée présent dans la feuille d'une plante d'Amérique latine : la Stevia rebaudiana. Il s'agit d'un hétéroside principalement connu pour son intense saveur sucrée et, pour cette raison, son emploi comme édulcorant.

## Origine
Le stévioside est le principal édulcorant avec le rébaudioside A, présent dans les feuilles du Stevia rebaudiana, plante originaire de l'Amérique du Sud. La feuille séchée, ainsi que les extraits aqueux, est utilisée depuis des décennies comme édulcorant dans de nombreux pays notamment en Amérique Latine et en Asie (Japon, Chine). Le stévioside fut découvert en 1931 par des chimistes français qui lui donnèrent son nom. Le pouvoir sucrant du stévioside fut évaluée à environ 300 fois plus fort que le sucre de canne. Il est obtenu par extraction à l'eau.

## Structure et propriétés

### Structure
Le stévioside est un hétéroside, dont la partie aglycone, nommée stéviol (un terpène acide), est reliée à deux groupements osidiques ; une unité de glucose sur le groupe hydroxyle 19 et un diholoside de glucose (le sophorose)  sur le groupe hydroxyle 13. Son nom sémantique est donc 19-O-β-D-Glucopyranosyl-13-O-[β-D-glucopyranosyl(1→2)- β-D-glucopyranosyl]-steviol.

Structure du stéviol, l'aglycone du stévioside.

### Propriétés
Le stévioside a un pouvoir sucrant 250 à 300 fois supérieur au saccharose. Cependant, son profil sucré est différent de celui du saccharose, la sensation de sucré est plus tardive et est plus persistante avec un arrière-goût caractéristique semblable à celui du réglisse.
Le stévioside est stable à la chaleur, en milieu acide et basique, soluble dans l'eau,.

### Dose journalière admissible
La dose journalière admissible pour le rébaudioside A est basée sur celle du stéviol, soit 0 à 4 mg/kg poids corporel.